# Alfons Pannek
Alfons Pannek (* 30. März 1907 in Hamburg; † 20. Februar 1995 in Lübeck) war ein deutscher Kommunist und Interbrigadist, der sich nach seiner Verhaftung 1939 und schweren Misshandlungen durch Gestapo-Mitarbeiter zur Kollaboration mit der Geheimen Staatspolizei bereit erklärte. Während des Zweiten Weltkriegs lieferte er in seiner Rolle als V-Mann und Agent Provocateur zahlreiche Mitglieder des Widerstands der Gestapo aus. Im Hamburger Gestapo-Prozess wurde er 1949 zu einer Freiheitsstrafe von zwölf Jahren verurteilt, aber bereits 1951 aus der Haft entlassen.

## Leben

### Politische Tätigkeit bis 1939
Pannek, der nach eigenen Angaben ursprünglich Missionar werden wollte, war von Beruf Maurer. Im Alter von 17 Jahren schloss er sich 1924 dem Kommunistischen Jugendverband Deutschlands an. 1930 wurde er Mitglied der KPD und war bereits vor 1933 Parteifunktionär. Er war kein gewöhnliches Parteimitglied, sondern ein Mann für spezielle Aufgaben gewesen. Pannek habe Sprengstoff besorgt, die SPD ausspioniert und ab 1931 habe er auch den „Polizeizersetzungsapparat“ der KPD geleitet. Nach der Machtübergabe an die Nationalsozialisten wurde er inhaftiert, konnte aber 1933 in die Tschechoslowakei emigrieren. 1937 kämpfte er bei den Internationalen Brigaden im Spanischen Bürgerkrieg auf Seiten der Spanischen Republik gegen die falangistischen Milizen unter General Francisco Franco. Nach Auflösung der internationalen Brigaden kehrte er im Sommer 1938 nach Prag zurück, wo er unter den Emigranten seine politischen Aktivitäten fortsetzte. Nach der Besetzung und Okkupation Tschechiens durch das nationalsozialistische Deutsche Reich wurde er im März 1939 in Prag verhaftet und an die Hamburger Gestapo überstellt.

### Kollaboration mit der Gestapo

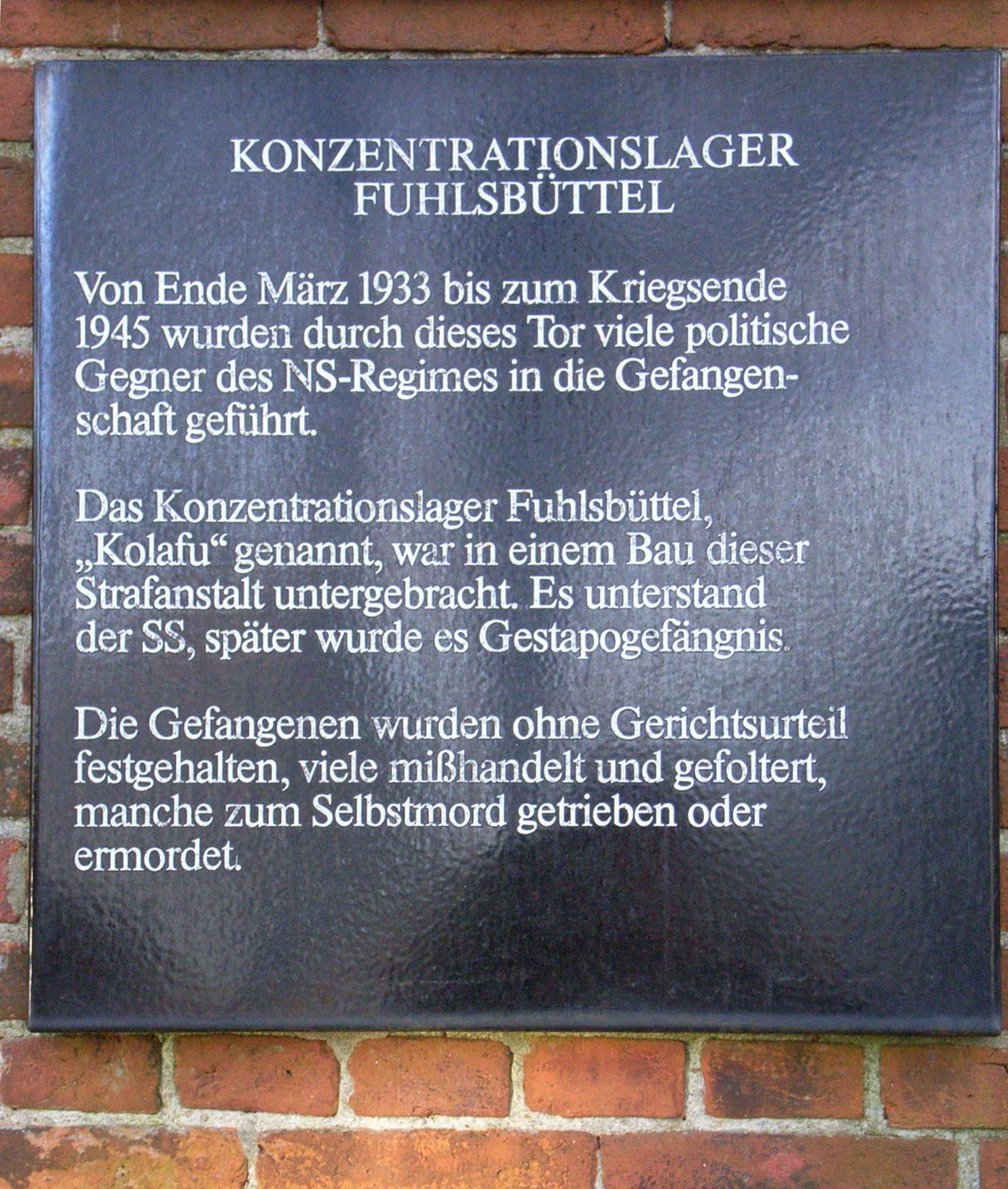
Gedenktafel am Alten Torhaus des KZ und Gestapogefängnisses Fuhlsbüttel

#### Beginn der Tätigkeit für die Gestapo
Nachdem Pannek während seiner Vernehmung im Hamburger Stadthaus und seiner Haft im Polizeigefängnis Fuhlsbüttel schwer misshandelt und gefoltert worden war, gelang es Kriminalinspektor Fritz Knuth vom Gestapodezernat II A, Abteilung „Kommunismus und Marxismus“, Pannek umzudrehen, zur Kollaboration zu bewegen und als V-Mann mit der Registriernummer 120/40 G 2459 anzuwerben.
Gertrud Meyer ging in ihrer Darstellung von 1971 noch davon aus, dass er mit manipulierten Hauteinschnitten an den Handgelenken bei NS-Gegnern aus dem Widerstand den Eindruck erwecken wollte, dass er als „gefolterter Antifaschist“ während der Gestapohaft einen Suizidversuch unternommen hätte. Jüngere Untersuchungen wie von Jörg Friedrich (2007), oder Franziska Bruder und Heike Kleffner in der Biographie von Barbara Reimann (2000) kommen dagegen zu dem Ergebnis, dass Pannek tatsächlich einen Selbstmordversuch unternommen hatte, danach mehrere Monate in der Krankenanstalt Langenhorn verbrachte und zu diesem Zeitpunkt als Gestapo-Spitzel angeworben wurde.
Aus taktischen Gründen wurde Pannek aus dem Polizeigefängnis Fuhlsbüttel ins Untersuchungsgefängnis überstellt.
Während seiner Untersuchungshaft wurde er zu Mitgliedern der KPD-Abschnittleitung Nord gelegt, die in Dänemark gefasst worden waren. Dabei erfuhr er von ihnen den Aufenthaltsort von Karl Nieter und anderen Kommunisten und lieferte diese Informationen an die Gestapo. Im Juli 1941 wurde er zur weiteren Tarnung vom Hanseatischen Oberlandesgericht zu sechs Jahren Zuchthaus verurteilt. Diese Haft trat er im Zuchthaus Oslebshausen bei Bremen an, aber der Kriminalinspektor und SS-Obersturmführer Fritz Knuth von der Hamburger Gestapo-Leitstelle erwirkte eine vorzeitige Entlassung mit der Begründung, Panneks Beteiligung am Spanischen Bürgerkrieg sei amnestiert worden. Hierüber stellte er Pannek eine Bescheinigung aus. Anschließend erhielt Pannek die V-Nummer 193/44 G – 24/150, und er agierte unter verschiedenen Decknamen wie Willi Hagemann und Hans Müller als V-Mann der Gestapo. Daneben verwendete er auch Namen bekannter Antifaschisten.

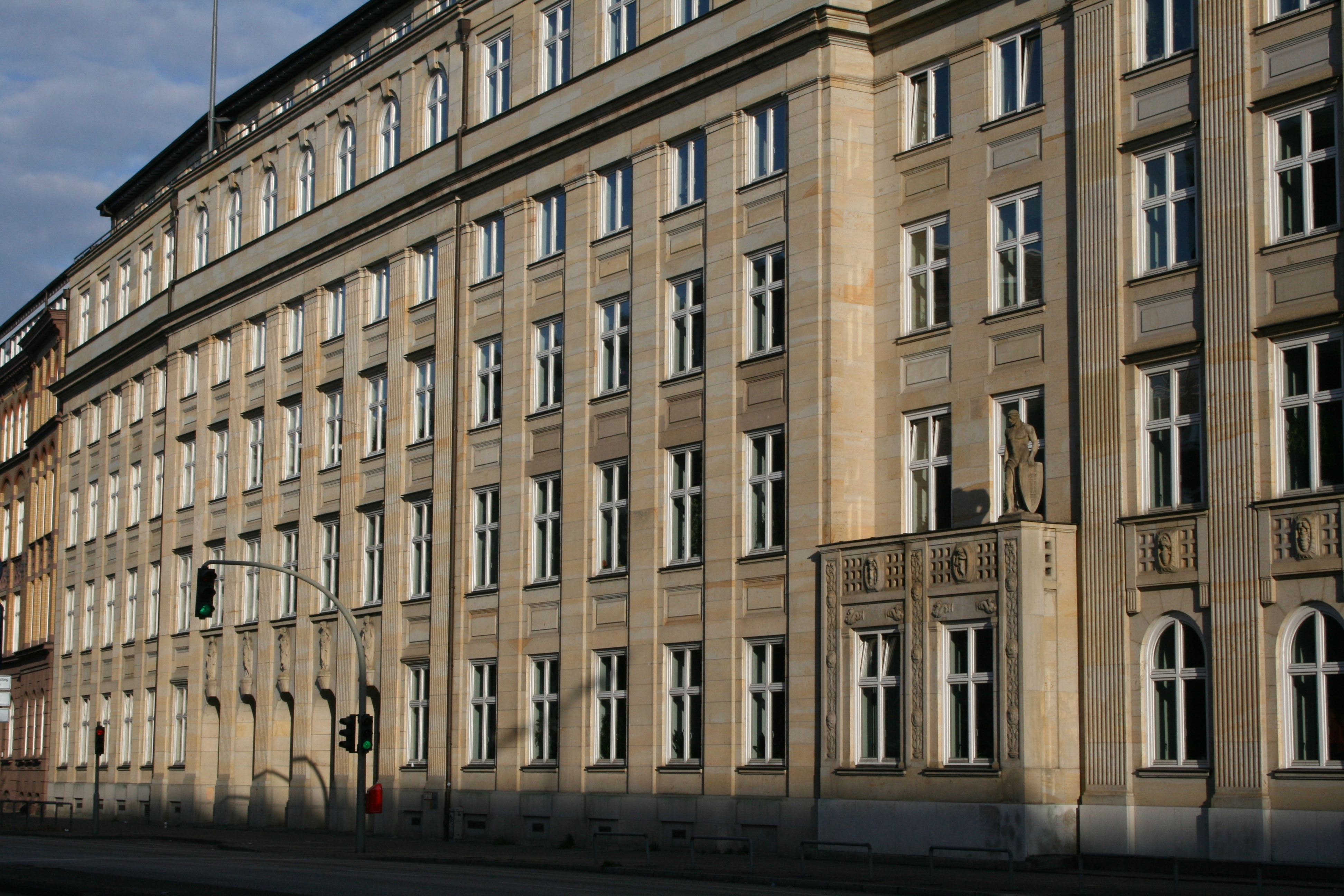
Fassade des Stadthauses, in dem bis zur Bombardierung im April 1943 das Gestapo-Hauptquartier untergebracht war, in einer Ansicht von 2011

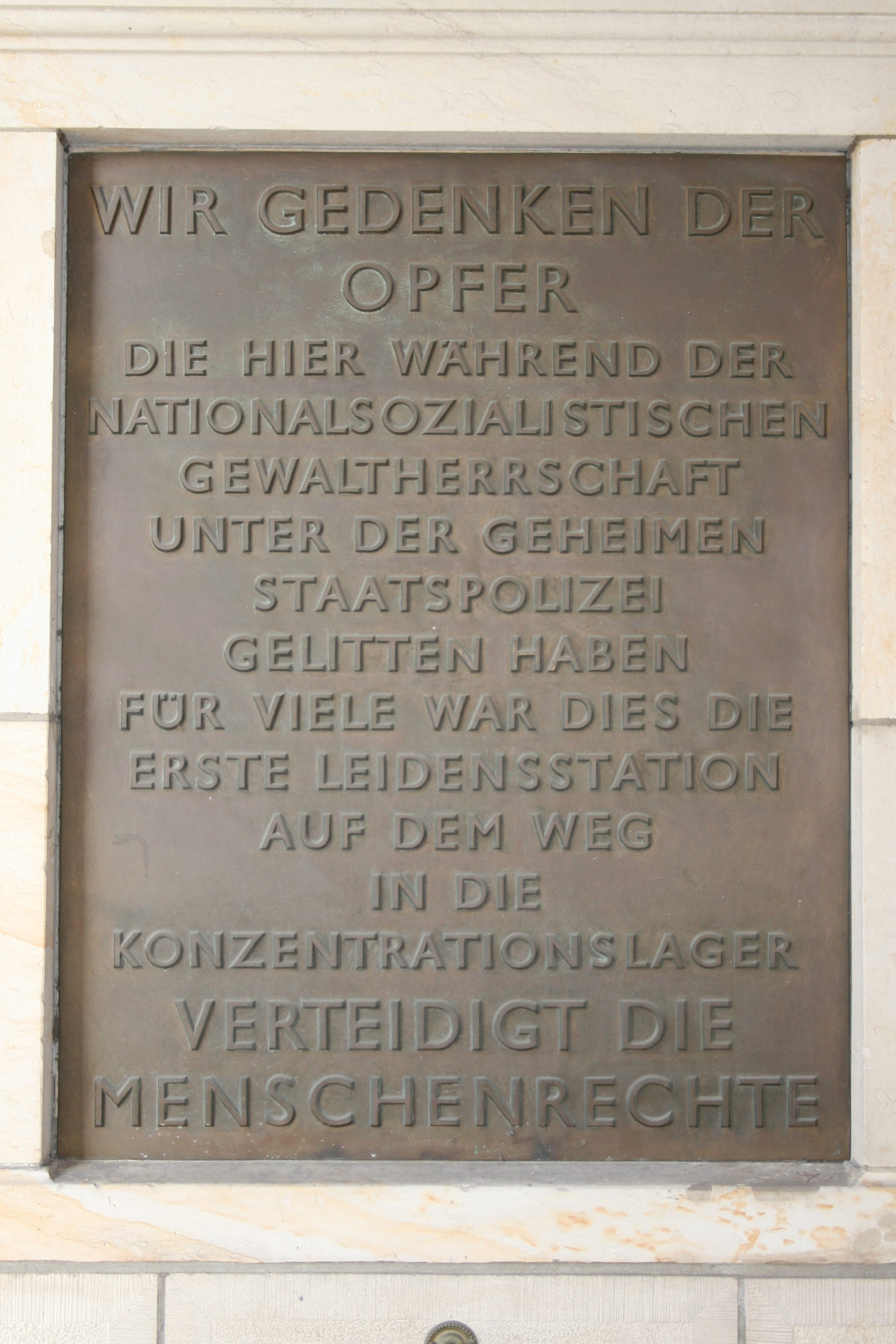
Gedenktafel für die Gestapo-Opfer im Eingang des Gebäudes Stadthausbrücke 8

Zu seiner Tarnung richtete die Gestapo für Pannek eine „antifaschistische“ Leihbücherei ein, die mit beschlagnahmter Literatur von verhafteten NS-Gegnern bestückt war. Ein weiteres Mittel, um Personen gezielt anzusprechen und zu bespitzeln, war der Vertrieb einer Lesemappe, die der SS-Sturmführer und Kriminalsekretär Henry Helms mithilfe von Josef Kreuzer, Chef der Staatspolizeileitstelle Hamburg, Panneks Bruder Georg verschaffte. Dies gelang durch eine gezielte Strafanzeige gegen den vorherigen Betreiber und dessen Frau. Zwar wurde das Ehepaar freigesprochen, aber Panneks Bruder Georg wurde treuhänderisch als Betreiber eingesetzt.
Alfons Pannek, der bereits zuvor beim Austragen von Lesemappen geholfen hatte, konnte damit, ebenso wie sein Bruder gezielt NS-Gegner aufsuchen. Nach dem Plan Knuths sollte sie Pannek zunächst nur ausspionieren, über geplante Aktionen berichten und weitere Namen nennen.
Panneks Spitzelnetz war bald wie ein „Familienunternehmen“ strukturiert, in das nicht nur sein Bruder, sondern auch seine Schwester Lucie Rehbein, seine minderjährige Nichte, seine geschiedene Frau, sowie deren Bekannte Helene Müller, Deckname Lisa Franck als V-Frau und Schreibkraft eingebunden waren.
Da Pannek die tschechische Sprache beherrschte, ließ ihm der Gestapokommissar Fritz Knuth gegen Ende 1942 einen tschechischen Ausweis ausstellen, mit dessen Hilfe Pannek unter einem Decknamen in den tschechischen Club Svornost eintreten konnte. Mithilfe von weiteren V-Männern wurde er zum Bibliothekar gewählt, sodass er an den Vorstandssitzungen teilnehmen konnte. Im Sommer 1944 wurde der Verein, der es sich zur Aufgabe gestellt hatte, tschechischen Landsleuten und Zwangsverschleppten zu helfen, durch die Gestapo aufgelöst. Zwei Mitglieder von Svornost, die gleichzeitig der Widerstandsgruppe Kampf dem Faschismus (KdF) angehörten, wurden auf Panneks Betreiben im September 1944 verhaftet, auf die Liquidationsliste gesetzt und im April 1945 bei den Endphaseverbrechen im KZ Neuengamme ermordet.

#### Denunzierung von untergetauchten Mitgliedern der Bästlein-Jacob-Abshagen-Gruppe
Pannek, der zunächst für den Kriminalinspektor Fritz Knuth Spitzeldienste geleistet hatte, wurde nach dessen Tod bei der Bombardierung des Stadthauses in der Nacht vom 23. auf den 24. April 1943 dem Gestapo-Sekretär Henry Helms unterstellt, als dessen Mitarbeiter, Zuträger und „rechte Hand“ er fungierte. Pannek war maßgeblich an der Wiederergreifung von untergetauchten Mitgliedern der Bästlein-Jacob-Abshagen-Gruppe, die nach den Bombenangriffen der Operation Gomorrha Hafturlaub erhalten hatten, beteiligt. Dies geht auch aus einer Aussage der Gestapo-Angestellten Hildegard Lembke hervor, die als Sachbearbeiterin im Dezernat IV 1 A arbeitete:

„Im Jahre 1941 sah ich zum ersten Male den damaligen Gefangenen Alfons Pannek, der … in Fuhlsbüttel saß und dort als Spitzel benutzt wurde. Dieser wurde in der ersten Hälfte des Jahres [1941] freigelassen und als Spitzel des Inspektors Knuth eingesetzt … [1943] wurde Pannek von Helms übernommen, der die Sache Bästlein übernahm. Das ganze Dezernat wurde schlagartig unter Helms eingesetzt. Die Gruppe der Verhafteten umfaßte etwa 85 Personen.“

Als Ende 1943 einige untergetauchte Mitglieder der Bästlein-Gruppe verhaftet worden waren, versuchte die Gestapo Geständnisse mit „verschärften Vernehmungen“ und brutalen Foltermethoden zu erzwingen. Unter Vortäuschung falscher Tatsachen wurde den Gefolterten anschließend ein „besorgter Genosse“ in Handschellen gegenübergestellt. Dieser sollte die Häftlinge zu weiteren Geständnissen bewegen, indem er ihnen einredete, dass die Gestapo sowieso alles wisse und dass sie sich nur selbst schadeten. Die Rolle des besorgten Mithäftlings übernahm häufig Pannek.
Nachdem auch Magda Thürey, die der Bästlein-Jacob-Abshagen-Gruppe angehörte und in Hamburg-Eimsbüttel das Seifengeschäft Waschbär betrieb, Ende Oktober 1943 verhaftet worden war, ergab sich für die Gestapo eine weitere Möglichkeit, Systemgegner mithilfe von Lockspitzeln unter Panneks Mitwirkung aufzuspüren. Helms zwang Magda Thürey zu unterschreiben, dass das Geschäft, das zuvor ein Treffpunkt des Widerstands gewesen war, während ihres „Sanatoriumaufenthaltes“ von Anneliese Pölze weitergeführt werden sollte. Anneliese Pölze, eine V-Frau der Gestapo, sah mithilfe von Pannek die Kundenkartei für rationierte Seifenwaren durch, erfuhr dadurch viele Namen von Antifaschisten und vermittelte mit Unterstützung Panneks Treffen, die in dem Seifenladen stattfanden. Der Gestaposekretär Helms lauschte manchmal hinter einem Vorhang und konnte damit weitere untergetauchte Mitglieder der Bästlein-Gruppe aufspüren. Pannek, der sich als „aktiver Illegaler“ ausgegeben hatte, verriet Mitte Dezember 1943 den untergetauchten Gustav Bruhn, der sich nach Hannover absetzen wollte. Pannek bewirkte seine unauffällige Festnahme, indem er ihn zum Bahnhof begleitete. Am 4. Januar 1944 lieferte er Hans Hornberger und Walter Bohne aus, mit dem sich Hornberger am Folgetag verabredet hatte.

#### Eindringen in andere Widerstandsgruppen
Noch unter dem Kriminalinspektor Fritz Knuth war es Pannek 1942/43 gelungen, auch in andere Hamburger Widerstandsgruppen einzudringen, darunter in die Etter-Rose-Hampel-Gruppe, eine Gruppe junger Menschen, die Knuth nach der Denunziation durch Pannek zynisch als „Gruppe der Nichtvorbestraften“ bezeichnete. Als Max Kristeller, ein Mitglied der Gruppe, verhaftet worden war, warnte man selbst Pannek, den niemand für einen Spitzel gehalten hatte, vor der Gestapo. Zwölf Mitglieder der Gruppe wurden vom Volksgerichtshof abgeurteilt und hingerichtet oder wie Erika Etter, bei der man die Enttarnung eines V-Mannes der Gestapo befürchtete, bei den Endphaseverbrechen im KZ Neuengamme ermordet.
Spätestens seit September 1944 war Pannek auf Mitglieder der Widerstandsgruppe Kampf dem Faschismus (KdF) angesetzt, die er bis April 1945 unterwanderte und verfolgte. Zu den Mitgliedern der KdF-Gruppe gehörten auch Rudolf Ladewig und dessen Freundin Elisabeth Rosenkranz, die Pannek als Betreiber der genannten „antifaschistischen“ Leihbücherei kennengelernt und für vertrauenswürdig gehalten hatten. Nachdem sie ihm ein systemkritisches Manuskript zum Lesen gegeben hatte, wurden auf Panneks Betreiben Elisabeth Rosenkranz, Rudolf Ladewig, sein Sohn und seine Tochter am 22. März 1945 verhaftet und ins Polizeigefängnis Fuhlsbüttel eingeliefert. Bei den Endphaseverbrechen im KZ Neuengamme wurden sie mit vier weiteren Mitgliedern der KdF-Gruppe, sowie weiteren 63 Personen aus dem Hamburger Widerstand zwischen dem 21. und 23. April 1945 ermordet.
Insgesamt sind 23 Personen aus dem Hamburger Widerstand namentlich bekannt, die von Pannek an die Gestapo verraten wurden, von diesen überlebten 15 nicht. Nach der Schätzung von Herbert Diercks trug Pannek zu mehreren Hundert Verhaftungen bei.

### Kriegsende und Verurteilung 1949
Als am 18. April 1945 die letzten Gestapo-Mitglieder mitsamt den Spitzeln die Zentrale am Sievekingplatz verließen, ordnete Kriminalrat Hinze an, dass sie sich den Werwolf-Organisationen anschließen sollten. Er riet Pannek, sich nach der Kapitulation wegen seiner Kenntnisse dem englischen Geheimdienst zur Verfügung zu stellen.
Nach Kriegsende versuchte Pannek, sich nach Südamerika abzusetzen, wurde aber zweimal gefasst, beim ersten Mal am 1. Juni 1945 zusammen mit seiner Frau und seiner Schwester an der französisch-spanischen Grenze, woraufhin er bis zum 18. Januar 1946 inhaftiert wurde. 1946 versuchte er eine erneute Flucht, wurde aber am 25. Juli 1946 an der französisch-italienischen Grenze festgenommen.
Im Prozess vor dem Landgericht Hamburg vom Mai bis Juni 1949 gegen zwölf Beamte und Mitarbeiter der Gestapo-Leitstelle Hamburg, darunter Henry Helms, musste sich Pannek nach KRG 10 wegen Verbrechen gegen die Menschlichkeit verantworten. Pannek berief sich darauf, „daß bei ihm die Voraussetzungen des übergesetzlichen Notstandes bzw. des Nötigungsstandes vorlägen.“ Diese Behauptung wurde jedoch mit der Begründung abgelehnt, dass „die ganze Art der Durchführung der ihm übertragenen Aufgabe und de(m) von dem Angeklagten zu diesem Zweck geschaffenen Apparat“ „so viel gedanklichen Aufbau und interessierte Mitarbeit“ zeigte, „daß sie es als unmöglich erscheinen lassen, daß Alfons Pannek unter dem Druck einer Zwangslage gestanden hat“.
In der Urteilsbegründung wurde Pannek als Mann von „erheblicher Charakterlosigkeit“ bezeichnet. Seine Taten hatten „für die Geschädigten außerordentlich schwere Folgen. Insgesamt 23 Menschen kamen für lange Zeit in Haft und waren grausamen Verfolgungshandlungen ausgesetzt“. Pannek sei zwar anlehnungsbedürftig, weichlich und reagiere gefühlsbetont, überrage „jedoch geistig und intellektuell den Durchschnitt erheblich“. Wegen seiner überdurchschnittlichen Intelligenz habe er keine Probleme gehabt, „das Unerlaubte der Tat einzusehen oder nach dieser Einsicht zu handeln“. Sein Verhalten sei „Ausdruck seiner sittlichen Minderwertigkeit“ gewesen. Auch seine Misshandlung durch die Gestapo sei kein mildernder Umstand, da sie im Zusammenhang „mit seiner Tätigkeit als kommunistischer Funktionär im In- und Ausland“ gestanden habe und er gewusst habe, „welche Folgen dieser Kampf für ihn haben könnte“.

### Revision und Aufhebung des Urteils
Pannek erhielt beim Urteil im Hamburger Gestapo-Prozess am 2. Juni 1949 die höchste verhängte Freiheitsstrafe mit zwölf Jahren Zuchthaus, sein Vorgesetzter Helms neun Jahre, sein Bruder Georg ein Jahr.
Pannek legte ebenso wie Helms gegen das Urteil Revision ein. Während eine Revision im Fall Helms abgelehnt wurde, hob der Oberste Gerichtshof der Britischen Zone am 5. September 1950 das erstinstanzliche Urteil gegen Pannek auf und verwies das Verfahren an das Schwurgericht Hamburg zurück. Vor der erneuten Hauptverhandlung wurde mit Wirkung vom 1. September 1951 die Anwendbarkeit von Kontrollratsgesetz Nr. 10, das die Rechtsgrundlage für Verurteilungen wegen Kriegsverbrechen, Verbrechen gegen den Frieden und Verbrechen gegen die Menschlichkeit war, in der Bundesrepublik aufgehoben. Pannek, der nach KRG 10 schuldig gesprochen worden war, konnte demnach nicht mehr nach diesem Gesetz verurteilt werden. Die Große Strafkammer 5 des Landgerichts Hamburg entschied daher am 30. Oktober 1951, das Verfahren wegen eines Verfahrenshindernisses gemäß § 206a einzustellen.
Abschließend kam das Landgericht Hamburg zu dem Ergebnis, Pannek „habe nicht gegen deutsche Strafgesetze verstoßen, sondern nur strafbare Handlungen zur Anzeige gebracht und bei der Wiederergreifung entflohener Häftlinge mitgewirkt“. Die sofortige Anfechtung durch die Staatsanwaltschaft wurde vom Hanseatischen Oberlandesgericht abgewiesen.
Pannek wurde aufgrund dieses Entscheides vorzeitig aus der Haft entlassen. Über Panneks späteres Leben geht nichts aus der Literatur hervor.
Panneks Vorgesetzter Helms, der am 11. November 1953 vorzeitig aus der Haft entlassen wurde, schied mit einer hohen Abfindung aus dem Beamtenverhältnis aus und betrieb später einen Blumengroßhandel und eine Gärtnerei in seinem Geburtsort Halstenbek.

## Literarische Rezeption
- In Bodo Uhses Roman Die Patrioten, der auch den Hamburger Widerstand 1943/44 behandelt, ist der Spitzel „Ali“ Pannek nachgebildet.[40]
- Willi Bredel beschreibt in seinem 1960 erschienenen Erzählungsband Unter Türmen und Masten. Geschichte Hamburgs in Geschichten den Spitzel Pannek und dessen Bruder im Kapitel Der Bote vom Lesezirkel.